# NGC 7743
NGC 7743 ist eine Linsenförmige Galaxie mit aktivem Galaxienkern vom Hubble-Typ SB0/a im Sternbild Pegasus am Nordsternhimmel. Sie ist schätzungsweise 83 Millionen Lichtjahre von der Milchstraße entfernt und hat einen Durchmesser von etwa 65.000 Lj. 

Im selben Himmelsareal befindet sich u. a. die Galaxie NGC 7742.
Das Objekt wurde am 18. Oktober 1784 von William Herschel entdeckt.